# 在パラオ中華民国大使館
在パラオ中華民国大使館（繁体字中国語: 中華民國駐帛琉大使館、英語: Embassy of the Republic of China (Taiwan) in Palau）は、中華民国（台湾）がパラオの旧首都にして最大都市コロールに設置している大使館である。

## 沿革
1999年12月29日に両国間の外交関係が樹立された後、2000年2月17日に当時の首都コロールに大使館が開設された。2006年10月1日にパラオの首都がコロールからンゲルルムッドへ遷都したが、大使館は引き続きコロールに留まっている。

## 住所
3F, Ben Franklin Building, Koror

## 大使
2018年4月5日、周民淦（英語: Wallace M.G. Chow）がトミー・レメンゲサウ大統領に信任状を捧呈して、爾後、特命全権大使を務めている。